# Simonetta Rubinato
Simonetta Rubinato (Treviso, 22 dicembre 1963) è una politica italiana.

## Biografia
Dopo aver conseguito la maturità magistrale, si è laureata in Giurisprudenza presso l'Università degli Studi di Padova, e dal 1997 esercita la professione di avvocato civilista, nel campo del diritto di famiglia e della responsabilità civile.

### Attività politica

#### La Margherita
Dopo essere stata impegnata per molti anni nel volontariato parrocchiale, nel 1995 è stata eletta nel Consiglio comunale di Roncade, svolgendo la funzione di capogruppo fino al 2002. Esponente de La Margherita, ne è stata coordinatrice provinciale a Treviso dal 2002 al 2006.
Nel giugno del 2004 è stata eletta sindaco di Roncade, vincendo con il 50,12%, con soli 19 voti di scarto.
Nell'aprile del 2006 viene eletta al Senato, nella lista della Margherita, entrando in Commissione Giustizia e in quella Bilancio.

#### Partito Democratico
Nel 2007 segue la confluenza della Margherita nel Partito Democratico, per cui nell'aprile del 2008 viene eletta alla Camera, in cui assume la carica di componente della Commissione Bilancio.
Nel giugno 2009 è rieletta, con il 54,05%, sindaco di Roncade, mentre nel mese di novembre 2009 entra nella Direzione Nazionale del PD in rappresentanza della mozione Franceschini.
Nel dicembre 2012 si è candidata alle primarie per la scelta dei candidati parlamentari del PD in vista delle elezioni del 2013, risultando con 3 913 voti la prima classificata in provincia di Treviso davanti a Floriana Casellato, e venendo quindi ricandidata e rieletta alla Camera.
Nell'estate 2014, assieme ad un gruppo di sindaci, amministratori locali del Veneto, è stata promotrice di un laboratorio politico itinerante, ispirato allo stile informale e dialogante dei BarCamp, con l'obiettivo di lanciare la propria candidatura alla presidenza regionale del Veneto. Così il 1º novembre ha depositato presso la segreteria regionale del Pd veneto la sua dichiarazione di candidatura, facendo appello a tutti coloro che credono in un cambiamento radicale nel governo del Veneto, che dia voce alla gente e metta fine al consociativismo che tanti danni ha provocato nella società e nell'economia della regione, come le indagini della magistratura stavano facendo emergere.
Il 30 novembre 2014 perde con il 29% dei voti le primarie del centro-sinistra in Veneto, indette per eleggere il candidato presidente della Giunta regionale del Veneto in vista delle elezioni del 2015. La consultazione elettorale interna registra la vittoria di Alessandra Moretti, poi sconfitta da Luca Zaia (riconfermato presidente).
Nell'estate del 2017 costituisce il comitato Veneto Vivo per il Sì all'autonomia per partecipare attivamente alla campagna politica in vista del referendum regionale consultivo sull'autonomia.

#### L'uscita dal PD
Nel 2019, dopo aver considerato essere venuti meno i valori fondativi del PD e l'allontanamento dello stesso dagli obiettivi programmatici enunciati da Walter Veltroni nel 2007, decide di non rinnovare la tessera del partito, dedicandosi invece alla costruzione di «un movimento regionale autonomista e federalista, che si possa federare a livello politico nazionale e sia aperto alla prospettiva dell'Europa delle Regioni».

#### Elezioni regionali del 2020
Nel 2020 annuncia la sua corsa in solitaria per le elezioni regionali del 20-21 settembre. Sostenuta dalla lista Veneto-Simonetta Rubinato per le Autonomie, ottiene lo 0,56%.

## Libri
- La spallata. Il referendum sull'autonomia e il futuro del nostro Veneto, Lunargento, Venezia, 2017